# Lista de jogos eletrônicos de SpongeBob SquarePants

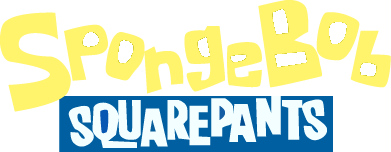
Logotipo do seriado.

SpongeBob SquarePants é um seriado animado estadunidense, criado pelo biólogo marinho e animador Stephen Hillenburg, e produzido e exibido pela Nickelodeon. O programa, que narra as aventuras do personagem-título e de seus amigos, estreou no dia 1.º de maio de 1999 com o episódio "Help Wanted". A partir de 2001, o seriado começou a ser adaptado em jogos eletrônicos para consoles domésticos, portáteis, fliperamas e computadores pessoais: o primeiro, intitulado SpongeBob SquarePants: Legend of the Lost Spatula, foi lançado em 14 de março pela THQ. Esta, por sua vez, foi responsável pela publicação de inúmeros jogos baseados no seriado, com exceção aos títulos mais recentes, SpongeBob SquarePants: Plankton's Robotic Revenge (2013) e SpongeBob HeroPants, que foram publicados pela Activision. Os gêneros dos jogos variam entre plataforma, ação, aventura e até mesmo quebra-cabeça e minijogos. Alguns títulos foram nomeados para o Kids' Choice Awards, mas apenas SpongeBob SquarePants: Battle for Bikini Bottom conquistou o prêmio.
O personagem-título também apareceu em vários jogos do Nicktoons (coleção de personagens originais da Nickelodeon). Os jogos destes possuem gêneros mais concentrados em ação e aventura, mas também há títulos de corridas e esportes.

## Jogos
| Título | Detalhes |
| --- | --- |
| SpongeBob SquarePants: Legend of the Lost Spatula Data de lançamento original: - AN: 14 de março de 2001        | Anos de lançamento por sistema: 2001 – Game Boy Color |
| SpongeBob SquarePants: Legend of the Lost Spatula Data de lançamento original: - AN: 14 de março de 2001        | Notas: - Jogo eletrônico de ação desenvolvido por Vicarious Visions e Engine Software, e publicado pela THQ. |
| SpongeBob SquarePants: Operation Krabby Patty Data de lançamento original: - AN: 24 de setembro de 2001         | Anos de lançamento por sistema: 2001 – Microsoft Windows |
| SpongeBob SquarePants: Operation Krabby Patty Data de lançamento original: - AN: 24 de setembro de 2001         | Notas: - Jogo eletrônico de ação desenvolvido por AWE Games e publicado pela THQ. - Classificado na vigésima nona posição da lista "The Top 100 PC Games of the 21st Century", organizada pela revista Edge.               |
| SpongeBob SquarePants: SuperSponge Data de lançamento original: - AN: 5 de novembro de 2011                     | Anos de lançamento por sistema: 2001 – Game Boy Advance e PlayStation |
| SpongeBob SquarePants: SuperSponge Data de lançamento original: - AN: 5 de novembro de 2011                     | Notas: - Jogo eletrônico de plataforma desenvolvido por Climax Group e publicado pela THQ. |
| SpongeBob SquarePants: Employee of the Month Data de lançamento original: - AN: 22 de setembro de 2002          | Anos de lançamento por sistema: 2002 – Microsoft Windows |
| SpongeBob SquarePants: Employee of the Month Data de lançamento original: - AN: 22 de setembro de 2002          | Notas: - Jogo eletrônico de plataforma desenvolvido por AWE Games e publicado pela THQ. - Nomeado pela Computer Gaming World para o prêmio "Jogo de Aventura do Ano" de 2003.                                              |
| SpongeBob SquarePants: Revenge of the Flying Dutchman Data de lançamento original: - AN: 10 de setembro de 2002 | Anos de lançamento por sistema: 2002 – PlayStation 2, Nintendo GameCube e Game Boy Advance |
| SpongeBob SquarePants: Revenge of the Flying Dutchman Data de lançamento original: - AN: 10 de setembro de 2002 | Notas: - Jogo eletrônico de plataforma e ação desenvolvido por Vicarious Visions e BigSky Interactive, e publicado pela THQ.                                                                                               |
| SpongeBob SquarePants: Battle for Bikini Bottom Data de lançamento original: - AN: 31 de outubro de 2003        | Anos de lançamento por sistema: 2003 – PlayStation 2, Xbox, Nintendo GameCube, Microsoft Windows e Game Boy Advance |
| SpongeBob SquarePants: Battle for Bikini Bottom Data de lançamento original: - AN: 31 de outubro de 2003        | Notas: - Jogo eletrônico de plataforma e ação desenvolvido por Vicarious Visions, Heavy Iron Studios e AWE Games, e publicado pela THQ. - Vencedor da categoria "jogo eletrônico favorito" do Kids' Choice Award, em 2004. |
| The SpongeBob SquarePants Movie Data de lançamento original:                                                    | Anos de lançamento por sistema: 2004 – Microsoft Windows, Game Boy Advance, Nintendo GameCube, PlayStation 2, Xbox e Celulares 2005 – Mac OS X                                                                             |
| The SpongeBob SquarePants Movie Data de lançamento original:                                                    | Notas: - Jogo eletrônico de plataforma e ação desenvolvido por WayForward Technologies, Heavy Iron Studios, AWE Games e Aspyr, e publicado pela THQ.                                                                       |
| SpongeBob SquarePants: Lights, Camera, Pants! Data de lançamento original: - AN: 19 de outubro de 2005          | Anos de lançamento por sistema: 2005 – Microsoft Windows, Game Boy Advance, Nintendo GameCube, PlayStation 2, Xbox. |
| SpongeBob SquarePants: Lights, Camera, Pants! Data de lançamento original: - AN: 19 de outubro de 2005          | Notas: - Jogo eletrônico de minijogos desenvolvido por THQ Studio Austrália, AWE Games e WayForward Technologies, e publicado pela THQ.                                                                                    |
| SpongeBob Squarepants: The Yellow Avenger Data de lançamento original: - AN: Novembro de 2005                   | Anos de lançamento por sistema: 2005 – Nintendo DS e PlayStation Portable |
| SpongeBob Squarepants: The Yellow Avenger Data de lançamento original: - AN: Novembro de 2005                   | Notas: - Jogo eletrônico de ação desenvolvido por Tantalus Media e publicado pela THQ. |
| SpongeBob SquarePants: Nighty Nightmare Data de lançamento original: - AN: 21 de agosto de 2006                 | Anos de lançamento por sistema: 2006 – Microsoft Windows |
| SpongeBob SquarePants: Nighty Nightmare Data de lançamento original: - AN: 21 de agosto de 2006                 | Notas: - Jogo eletrônico de aventura desenvolvido por AWE Games e publicado pela THQ. |
| SpongeBob SquarePants: Creature from the Krusty Krab Data de lançamento original: - AN: 16 de outubro de 2006   | Anos de lançamento por sistema: 2006 – PlayStation 2, Game Boy Advance, Nintendo DS, Nintendo GameCube, Nintendo Wii e Microsoft Windows                                                                                   |
| SpongeBob SquarePants: Creature from the Krusty Krab Data de lançamento original: - AN: 16 de outubro de 2006   | Notas: - Jogo eletrônico de plataforma e ação desenvolvido por Blitz Games, WayForward Technologies e AWE Games, e publicado pela THQ.                                                                                     |
| SpongeBob's Atlantis SquarePantis Data de lançamento original: - AN: 23 de outubro de 2007                      | Anos de lançamento por sistema: 2007 – Nintendo Wii, PlayStation 2, Nintendo DS e Game Boy Advance |
| SpongeBob's Atlantis SquarePantis Data de lançamento original: - AN: 23 de outubro de 2007                      | Notas: - Jogo eletrônico de ação desenvolvido por Blitz Games e Altron, e publicado pela THQ. |
| SpongeBob SquarePants: Underpants Slam Data de lançamento original: - AN: 26 de dezembro de 2007                | Anos de lançamento por sistema: 2007 – Xbox 360 |
| SpongeBob SquarePants: Underpants Slam Data de lançamento original: - AN: 26 de dezembro de 2007                | Notas: - Jogo eletrônico de ação desenvolvido por Blitz Arcade e publicado pela THQ. |
| SpongeBob vs. The Big One: Beach Party Cook-Off Data de lançamento original: - AN: 3 de março de 2009           | Anos de lançamento por sistema: 2009 – Nintendo DS |
| SpongeBob vs. The Big One: Beach Party Cook-Off Data de lançamento original: - AN: 3 de março de 2009           | Notas: - Jogo eletrônico de simulação desenvolvido por The Fizz Factor e publicado pela Play THQ. |
| SpongeBob's Truth or Square Data de lançamento original: - AN: 26 de outubro de 2009                            | Anos de lançamento por sistema: 2009 – Nintendo Wii, Nintendo DS, PlayStation Portable e Xbox 360 |
| SpongeBob's Truth or Square Data de lançamento original: - AN: 26 de outubro de 2009                            | Notas: - Jogo eletrônico de ação desenvolvido por Heavy Iron Studios, Barking Lizards Technologies e Altron, e publicado pela THQ.                                                                                         |
| SpongeBob's Boating Bash Data de lançamento original: - AN: 2 de março de 2010                                  | Anos de lançamento por sistema: 2010 – Nintendo Wii e Nintendo DS |
| SpongeBob's Boating Bash Data de lançamento original: - AN: 2 de março de 2010                                  | Notas: - Jogo eletrônico de minijogos desenvolvido porImPulse Games e Firebrand Games, e publicado pela THQ. |
| SpongeBob SquigglePants Data de lançamento original:                                                            | Anos de lançamento por sistema: 2011 – Nintendo Wii e Nintendo DS |
| SpongeBob SquigglePants Data de lançamento original:                                                            | Notas: - Jogo eletrônico de minijogos desenvolvido WayForward Technologies e publicado pela THQ. |
| SpongeBob's Surf & Skate Roadtrip Data de lançamento original: - AN: 8 de novembro de 2011                      | Anos de lançamento por sistema: 2011 – Xbox 360 e Nintendo DS |
| SpongeBob's Surf & Skate Roadtrip Data de lançamento original: - AN: 8 de novembro de 2011                      | Notas: - Jogo eletrônico desenvolvido por Blitz Games e Sabarasa Inc, e publicado pela THQ. |
| SpongeBob SquarePants: Plankton's Robotic Revenge Data de lançamento original: - AN: 22 de outubro de 2013      | Anos de lançamento por sistema: 2013 – PlayStation 3, Xbox 360, Nintendo Wii, Nintendo Wii U, Nintendo 3DS e Nintendo DS                                                                                                   |
| SpongeBob SquarePants: Plankton's Robotic Revenge Data de lançamento original: - AN: 22 de outubro de 2013      | Notas: - Jogo eletrônico de ação desenvolvido por Behaviour Interactive e publicado pela Activision. |
| SpongeBob HeroPants Data de lançamento original: - AN: 3 de fevereiro de 2015                                   | Anos de lançamento por sistema: 2015 – Xbox 360, Nintendo 3DS e PlayStation Vita. |
| SpongeBob HeroPants Data de lançamento original: - AN: 3 de fevereiro de 2015                                   | Notas: - Jogo eletrônico de ação desenvolvido por Behaviour Interactive e publicado pela Activision. - Nomeado na categoria "jogo eletrônico favorito" do Kids' Choice Award, em 2016.                                     |

## Jogos relacionados
| Título                                                                                        | Detalhes |
| --------------------------------------------------------------------------------------------- | --- |
| Nicktoons Racing Data de lançamento original: - AN: 18 de dezembro de 2000                    | Anos de lançamento por sistema: 2000 – Game Boy Color e Microsoft Windows 2001 – PlayStation[carece de fontes?] 2002 – Game Boy Advance |
| Nicktoons Racing Data de lançamento original: - AN: 18 de dezembro de 2000                    | Notas: - Jogo eletrônico de corrida desenvolvido por Pipe Dream, Software Creations e Crawfish Interactive, e publicado por Hasbro Interactive e Infogrames. - Inclui os seguintes seriados animados: Rugrats, The Wild Thornberrys, CatDog, SpongeBob SquarePantes, Hey Arnold!, The Angry Beavers, AAAHH!!! Real Monsters e The Ren & Stimpy Show'. |
| Nickelodeon Party Blast Data de lançamento original: - AN: 30 de outubro de 2002              | Anos de lançamento por sistema: 2002 – Xbox, Nintendo GameCube e Microsoft Windows |
| Nickelodeon Party Blast Data de lançamento original: - AN: 30 de outubro de 2002              | Notas: - Jogo eletrônico de grupo desenvolvido por Data Design Interactive e publicado pela Infogrames. - Inclui os seguintes seriados animados: The Adventures of Jimmy Neutron: Boy Genius, SpongeBob SquarePants, Rocket Power, Rugrats e The Wild Thornberrys. |
| Nicktoons Basketball Data de lançamento original: - AN: 11 de setembro de 2004                | Anos de lançamento por sistema: 2004 – Microsoft Windows |
| Nicktoons Basketball Data de lançamento original: - AN: 11 de setembro de 2004                | Notas: - Jogo eletrônico de esporte desenvolvido por Digital Eclipse e publicado pela ValuSoft. |
| Nicktoons: Freeze Frame Frenzy Data de lançamento original: - AN: 27 de setembro de 2004      | Anos de lançamento por sistema: 2004 – Game Boy Advance |
| Nicktoons: Freeze Frame Frenzy Data de lançamento original: - AN: 27 de setembro de 2004      | Notas: - Jogo eletrônico de ação e aventura desenvolvido por Altron e publicado pela THQ. - Inclui os seguintes seriados animados: SpongeBob Squarepants, The Fairly OddParents, Rocket Power, Rugrats, The Adventures of Jimmy Neutron: Boy Genius e Danny Phantom. |
| Nicktoons Movin' Data de lançamento original: - AN: 21 de outubro de 2004                     | Anos de lançamento por sistema: 2004 – PlayStation 2 |
| Nicktoons Movin' Data de lançamento original: - AN: 21 de outubro de 2004                     | Notas: - Jogo eletrônico de minijogos desenvolvido por Mass Media e publicado pela THQ. - Inclui os seguintes seriados animados: SpongeBob Squarepants, The Fairly OddParents, Rocket Power, The Adventures of Jimmy Neutron: Boy Genius e Danny Phantom. |
| Nicktoons Unite! Data de lançamento original: - AN: 26 de outubro de 2005                     | Anos de lançamento por sistema: 2005 – PlayStation 2, Nintendo GameCube e Game Boy Advance 2006 – Nintendo DS |
| Nicktoons Unite! Data de lançamento original: - AN: 26 de outubro de 2005                     | Notas: - Jogo eletrônico de ação e aventura desenvolvido por Blue Tongue Entertainment e Climax Action, e publicado pela THQ. - Inclui os seguintes seriados animados: SpongeBob Squarepants, The Fairly OddParents, Rocket Power, The Adventures of Jimmy Neutron: Boy Genius e Danny Phantom. |
| Nicktoons Winners Cup Racing Data de lançamento original: - AN: 15 de fevereiro de 2006       | Anos de lançamento por sistema: 2006 – Microsoft Windows |
| Nicktoons Winners Cup Racing Data de lançamento original: - AN: 15 de fevereiro de 2006       | Notas: - Jogo eletrônico de corrida desenvolvido por Pronto Games e publicado pela ValuSoft e THQ. - Inclui os seguintes seriados animados: SpongeBob Squarepants, The Fairly OddParents, The Adventures of Jimmy Neutron: Boy Genius e Danny Phantom. |
| Nicktoons: Battle for Volcano Island Data de lançamento original: - AN: 24 de outubro de 2006 | Anos de lançamento por sistema: 2006 – Nintendo GameCube, Nintendo DS, PlayStation 2 e Game Boy Advance |
| Nicktoons: Battle for Volcano Island Data de lançamento original: - AN: 24 de outubro de 2006 | Notas: - Jogo eletrônico de ação e aventura desenvolvido por Blue Tongue Entertainment, Halfbrick e Natsume, e publicado por THQ. - Inclui os seguintes seriados animados: SpongeBob Squarepants, The Fairly OddParents, The Adventures of Jimmy Neutron: Boy Genius e Danny Phantom. |
| Nicktoons: Attack of the Toybots Data de lançamento original: - AN: 23 de outubro de 2007     | Anos de lançamento por sistema: |
| Nicktoons: Attack of the Toybots Data de lançamento original: - AN: 23 de outubro de 2007     | Notas: 2007 – Game Boy Advance, Nintendo DS, PlayStation 2 e Nintendo Wii - Jogo eletrônico de ação e aventura desenvolvido por Blue Tongue Entertainment, Firemint e Natsume, e publicado pela THQ. - Inclui os seguintes seriados animados: SpongeBob SquarePants, Danny Phantom, My Life as a Teenage Robot, The Fairly OddParents, The Ren and Stimpy Show, Invader Zim, Rocko's Modern Life, The Adventures of Jimmy Neutron: Boy Genius, Catscratch, El Tigre: The Adventures of Manny Rivera e Tak and the Power of Juju. |
| Nicktoons: Globs of Doom Data de lançamento original: - AN: 20 de outubro de 2008             | Anos de lançamento por sistema: 2008 – Nintendo DS, PlayStation 2 e Nintendo Wii |
| Nicktoons: Globs of Doom Data de lançamento original: - AN: 20 de outubro de 2008             | Notas: - Jogo eletrônico de ação e aventura desenvolvido por Incinerator Studios e Natsume, e publicado pela Play THQ. |
| Nicktoons MLB Data de lançamento original: - AN: 13 de setembro de 2011                       | Anos de lançamento por sistema: 2011 – Nintendo 3DS, Nintendo DS, Nintendo, Wii e Xbox 360 |
| Nicktoons MLB Data de lançamento original: - AN: 13 de setembro de 2011                       | Notas: - Jogo eletrônico de esporte desenvolvido por High Voltage Software e Black Lantern Studios, e publicado pela 2K Play. - Inclui os seguintes seriados animados: SpongeBob SquarePants, Invader Zim, The Ren & Stimpy Show, Danny Phantom, Planet Sheen, Avatar: The Last Airbender, Fanboy & Chum Chum, T.U.F.F. Puppy. |
| Nickelodeon Kart Racers Data de lançamento original: - AN: 23 de outubro de 2018              | Anos de lançamento por sistema: 2018 – Nintendo Switch, PlayStation 4 e Xbox One |
| Nickelodeon Kart Racers Data de lançamento original: - AN: 23 de outubro de 2018              | Notas: - Jogo eletrônico de esporte desenvolvido por Bamtang Games e publicada pela GameMill Entertainment e Maximum Games. - Inclui os seguintes seriados animados: SpongeBob SquarePants, Teenage Mutant Ninja Turtles, Hey Arnold! e Rugrats. |